# Lijst van universiteiten in Taiwan
Dit is een lijst van universiteiten in Taiwan (Republiek China).
- Christelijke Chang Jung Universiteit - Tainan
- Katholieke Universiteit Fu Jen - Taipei
- Medische Universiteit van Taipei - Taipei
- Nationale Universiteit Centrale - Taoyuan
- Nationale Universiteit Koxinga - Tainan
- Nationale Universiteit Chengchi - Taipei
- Nationale Universiteit Chiao Tung - Hsinchu
- Nationale Universiteit Chiang Kai-shek - Chiayi (xiàn)
- Nationale Universiteit Chung Hsing - Taichung
- Nationale Normale Universiteit van Taiwan - Taipei
- Nationale Universiteit Sun Yat-sen - Kaohsiung
- Nationale Universiteit Tsing Hua - Hsinchu (stad)
- Nationale Universiteit van Changhua voor Onderwijs - Changhua
- Nationale Universiteit van Kaohsiung voor Gastvrijheid en Toerisme - Kaohsiung
- Nationale Universiteit van Kaohsiung voor Toegepaste Wetenschappen - Kaohsiung
- Nationale Universiteit van Kaohsiung voor Wetenschap en Technologie - Kaohsiung
- Nationale Universiteit van Taichung voor Onderwijs - Taichung
- Nationale Universiteit van Taipei voor Bedrijfskunde - Taipei
- Nationale Universiteit van Taipei voor Onderwijs - Taipei
- Nationale Universiteit van Taipei voor Technologie - Taipei
- Nationale Universiteit van Taiwan - Taipei
- Nationale Universiteit van Taiwan voor Wetenschap en Technologie - Taipei
- Nationale Universiteit Yang-Ming - Taipei
- Universiteit Chang Gung - Taoyuan